# Dortokidae
Dortokidae  — родина вимерлих черепах підряду Бокошиї черепахи. Черепахи жили у крейдяному періоду та палеоцені (130-55 млн років тому) у Європі. Скам'янілості рештки представників родини знайдені в Іспанії, Франції, Румунії. Дослідження панцира та пластрона показали, що черепахи вели напівводний спосіб життя. Вони мали овальний та плоский панцир 18-25 см завдовжки.